# کلیتون (آلاباما)
کلیتون (به انگلیسی: Clayton) شهری در شهرستان باربر ایالت آلاباما است که مساحت آن ۱۷٫۲۹ کیلومتر مربع است و در سرشماری سال ۲۰۱۰ میلادی، ۳٬۰۰۸ نفر جمعیت داشته و تراکم جمعیتی آن، ۱۷۳٫۹۷ نفر در هر کیلومتر مربع بوده است.

## نگارخانه

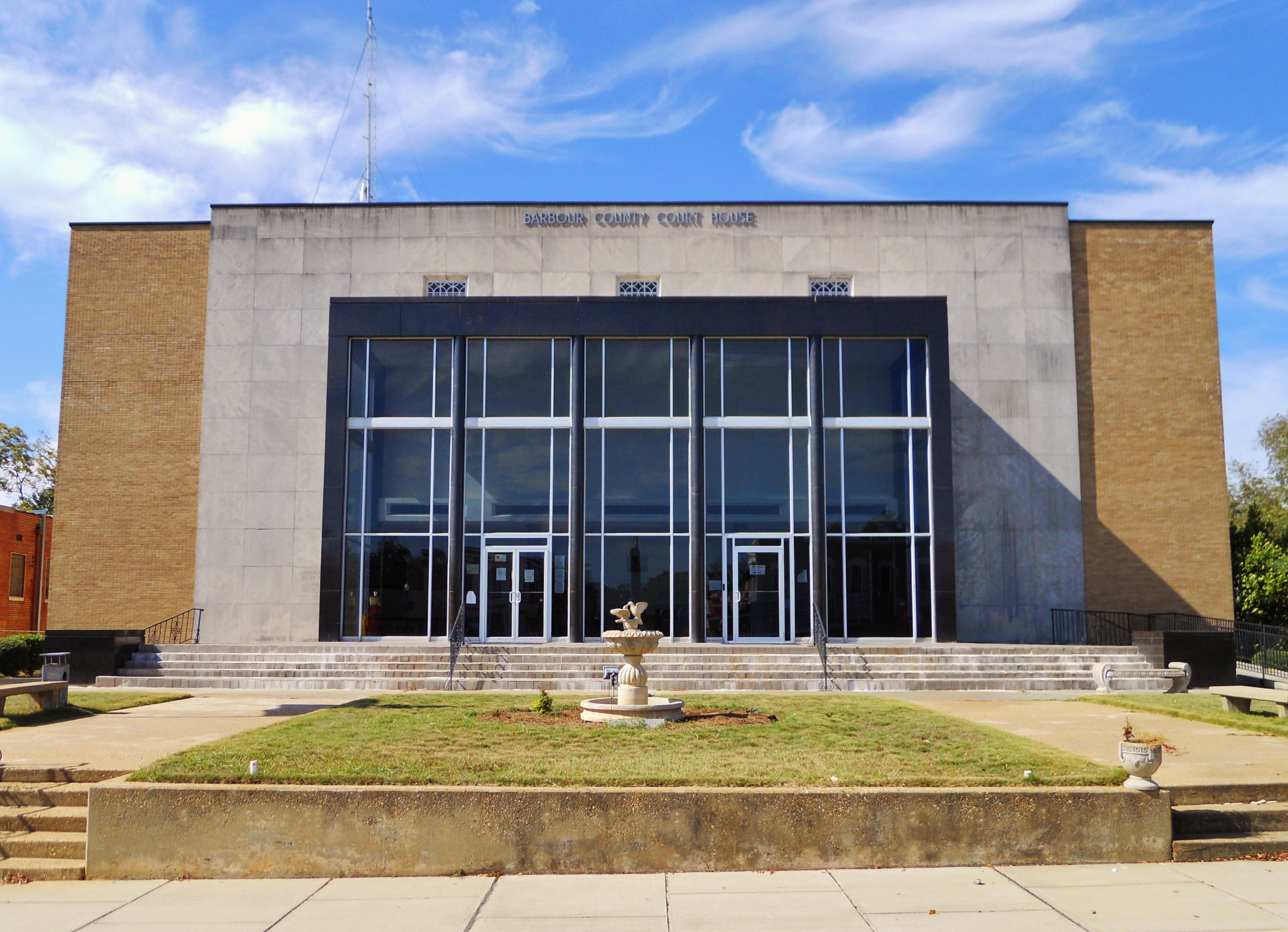
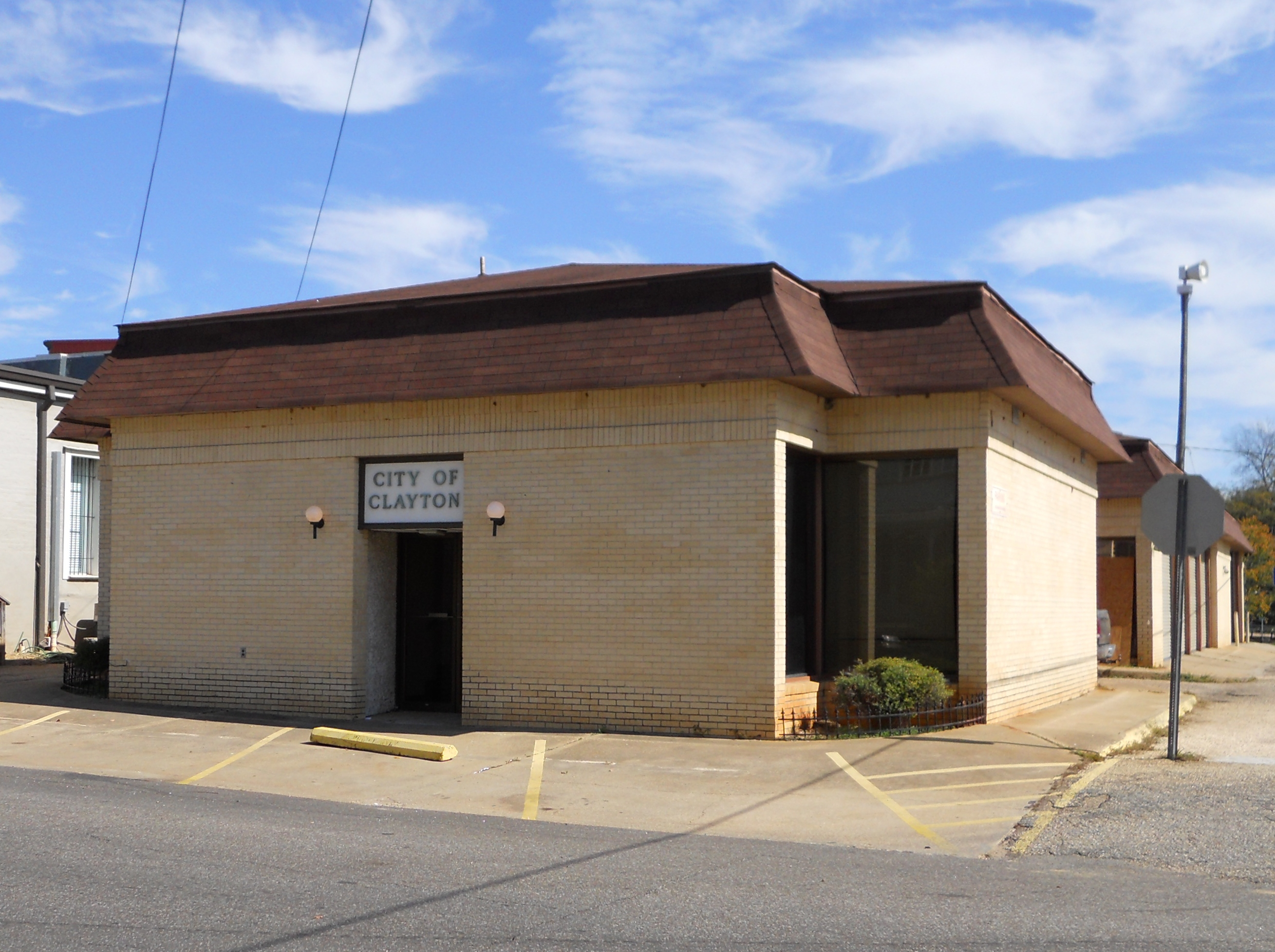
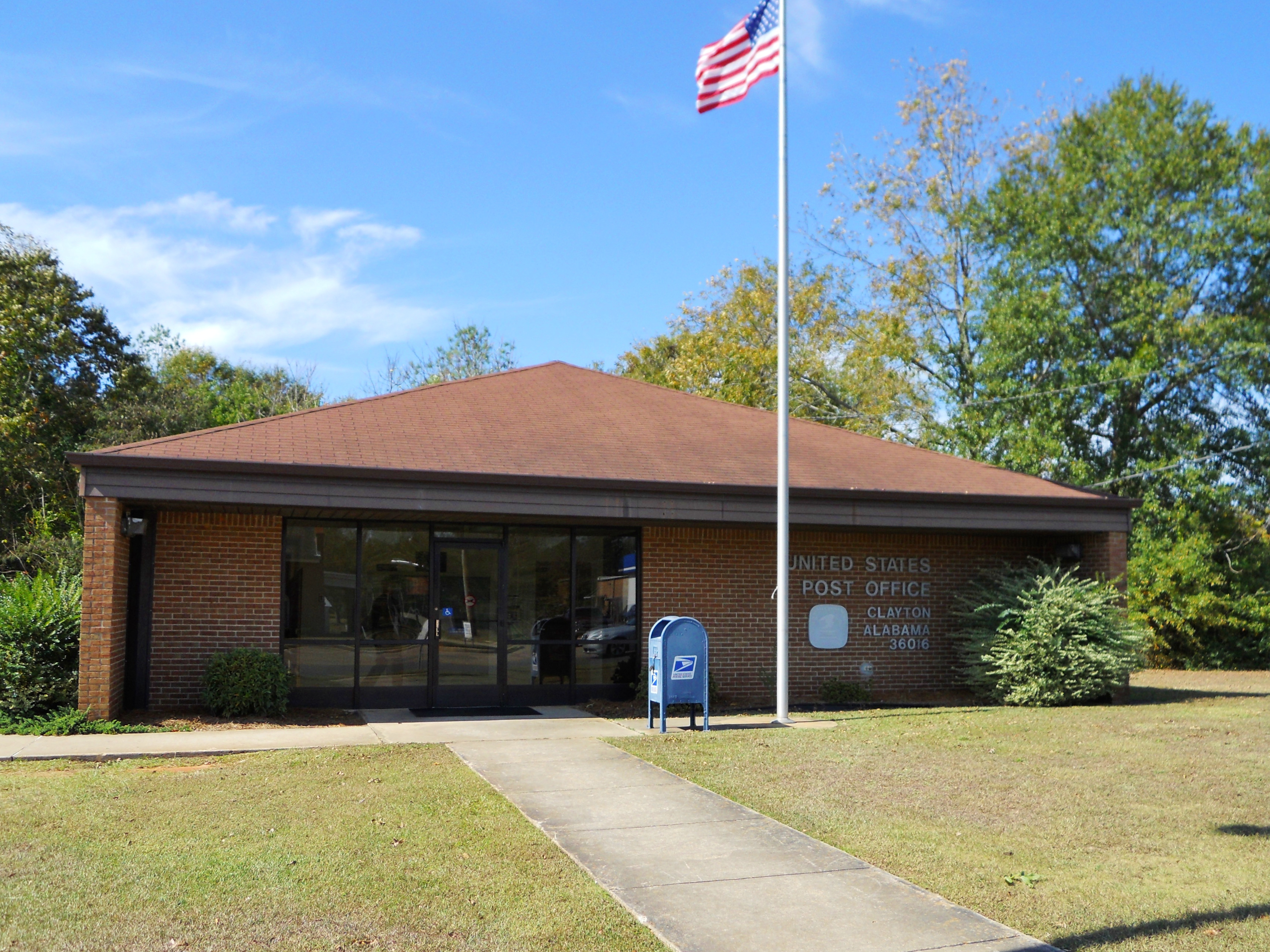
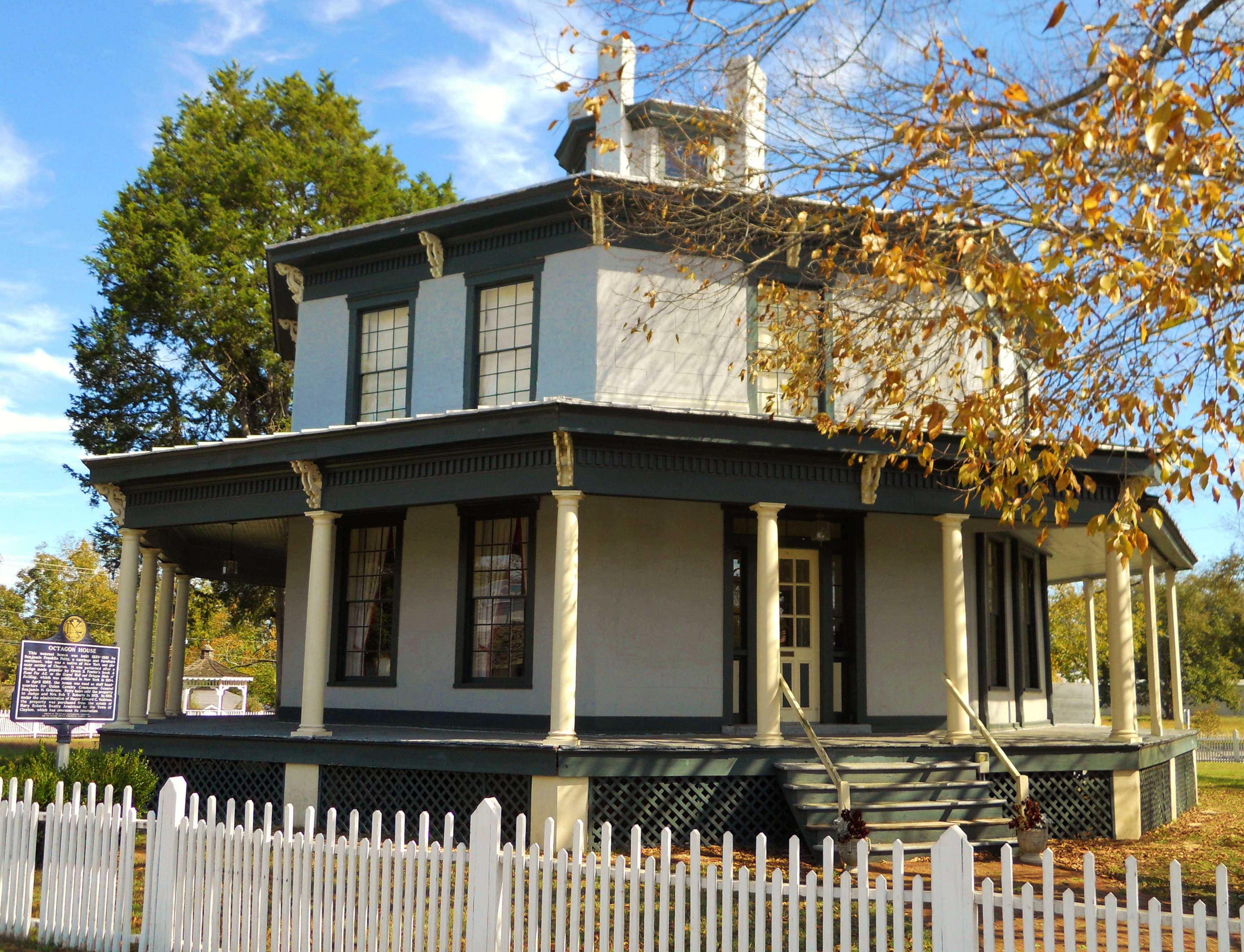
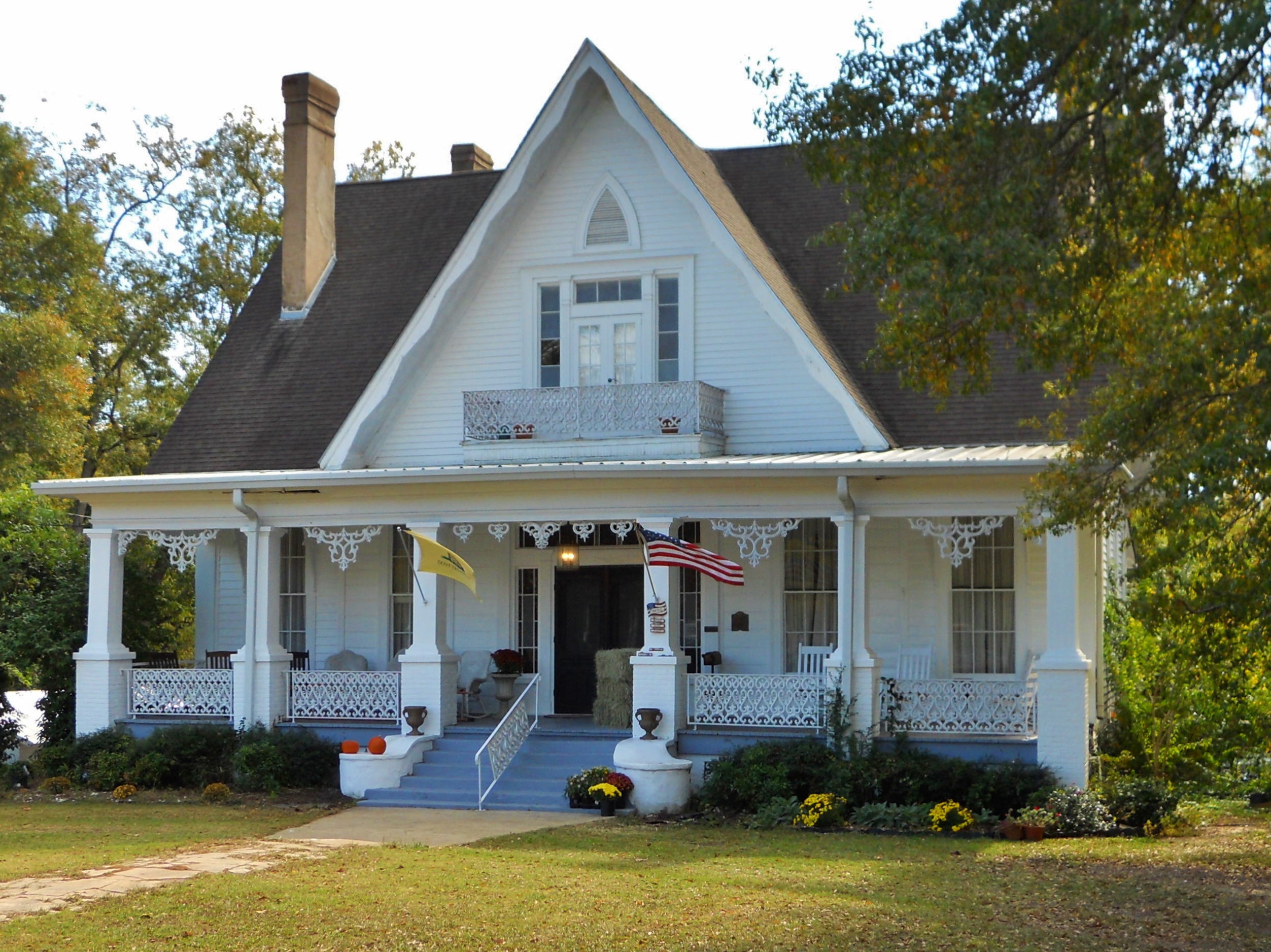
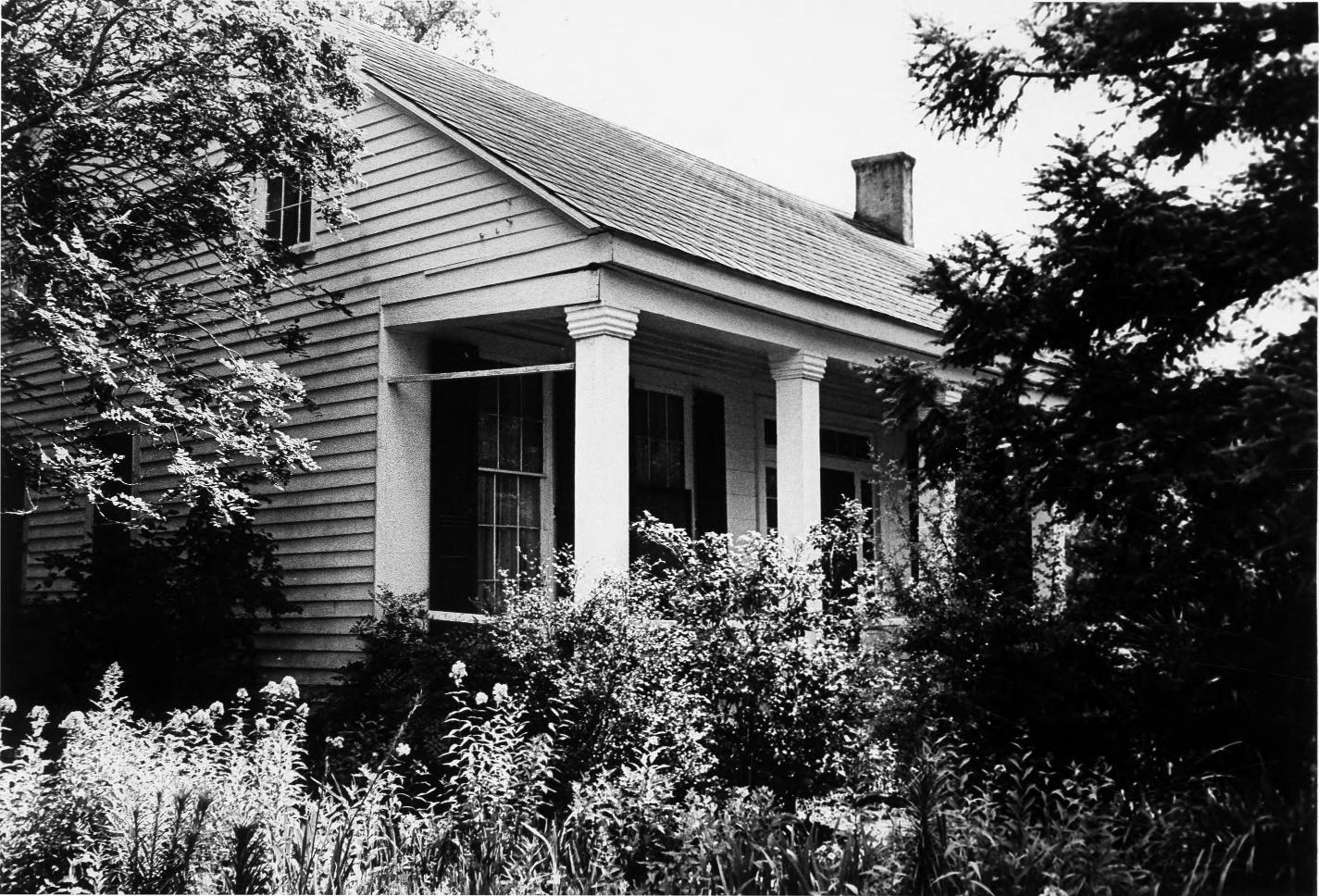
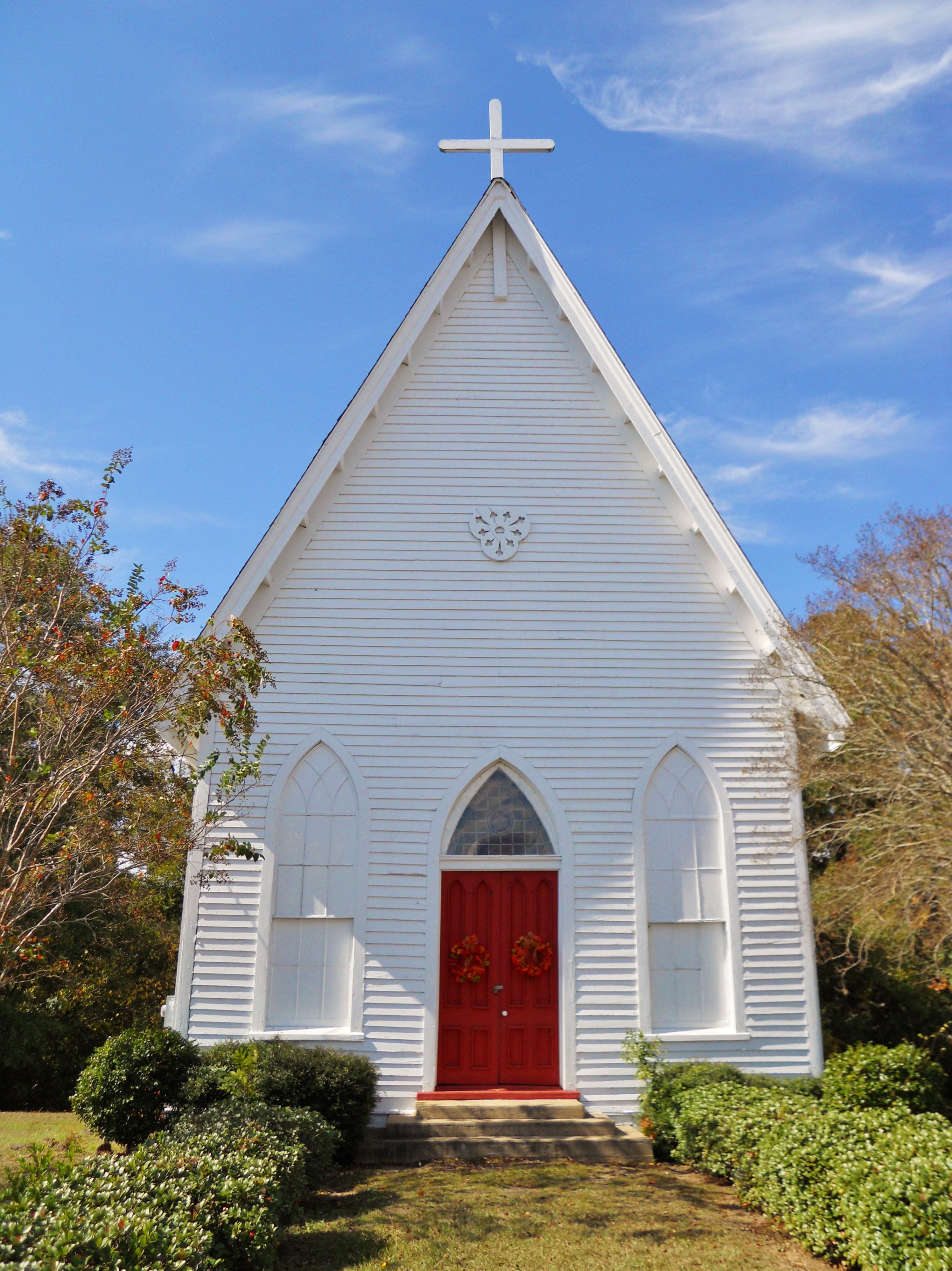